# Derecho en la Antigua Grecia
La locución derecho en la Antigua Grecia no se puede entender como un determinado sistema jurídico, ya que cada polis se regía por su propio sistema de leyes, al régimen jurídico de la autonomía y la autosuficiencia (αὐτάρκεια). De hecho, es un término colectivo para referirse a una forma regional e históricamente delineada por el derecho positivo, sin embargo, con base en un pensamiento jurídico común y en los mismos principios. Por lo que podría suceder que leyes como las dictadas por Carondas para Catania adoptaran deliberadamente por otras polis. Se produjeron también préstamos mutuos en menor escala, en particular en el derecho mercantil. Debido a la gran influencia política y cultural desplegada desde Atenas, la ley del sistema jurídico ateniense ejerció una influencia significativa en las leyes de otras polis y es también la que mejor se conoce, gracias la existencia de fuentes.
Los estudiosos de la disciplina de derecho comparado han equiparado el derecho griego con el derecho romano y con las instituciones primitivas de las naciones germánicas. Se puede estudiar en sus etapas más tempranas en las leyes de Gortina; su influencia puede rastrearse en los documentos legales que se conservan en papiros de Egipto; y puede ser reconocido como un todo coherente en su relación definitiva con el derecho romano en las provincias orientales del Imperio Romano.
Actualmente no existe ninguna colección sistemática del derecho griego. Nuestro conocimiento de algunas de las primeras nociones de la materia deriva de los poemas homéricos. Para los detalles de la ley ática es necesario depender de parte de declaraciones en los discursos de los oradores áticos, que a veces son capaces de verificar estos estados por la confianza, pero a menudo imperfecta, con la ayuda de las inscripciones. Ilustraciones en el fondo de las leyes de Atenas se encuentran en Las Leyes de Platón, que se ocupa de la teoría del sujeto sin ejercer ninguna influencia en la práctica real. Las Leyes de Platón  critican a la Política de Aristóteles, que, además de discutir el derecho en su relación con las constituciones, revisa el trabajo de ciertos legisladores griegos de la Antigüedad. El tratado sobre la Constitución de los atenienses incluye un relato de la jurisdicción de los diversos funcionarios públicos y de los mecanismos de los tribunales de justicia, y por lo tanto nos permite prescindir del testimonio de segunda mano de gramáticos y escolarcas que deriva su información del mencionado tratado. Las obras de Teofrasto sobre el derecho, que incluía una recapitulación de las leyes de varios pueblos bárbaros, así como de los estados griegos, están representadas por solo unos pocos fragmentos.

## Historia

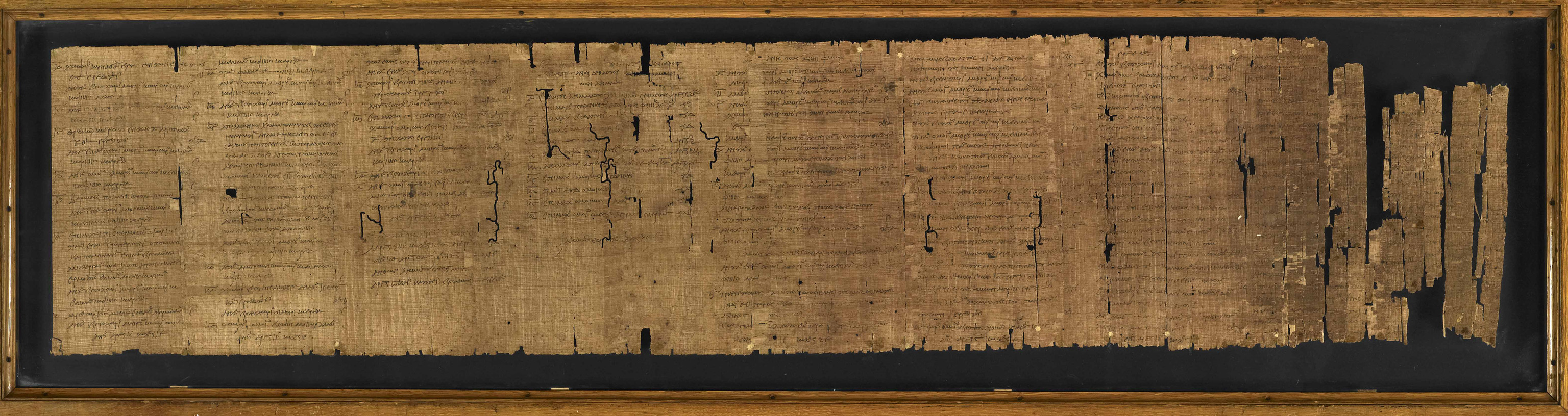
La Constitución aristotélica de los atenienses, actualmente en la British Library (Papiro de Oxirrinco, 131).

Dada una cierta inclinación griega al pensamiento y a la organización formal, además de la exaltación hacia la justicia como virtud o valor fundamental tanto para Platón como para Aristóteles, de la misma manera se podría referir el lugar donde estas cavilaciones empiezan, de manera de generar una mayor abstracción y comprensión que se posee del derecho hoy en día, a partir de sus propios orígenes e influencias remotas. Estas influencias encuentran lugar en la obra del griego Hesíodo, principalmente en su texto Trabajos y días, atacando la ociosidad y los jueces injustos, así como la práctica de la usura. Describe los inmortales que vagan por la tierra vigilando la justicia y la injusticia.
En el siglo VIII a. C., un griego de la región de Beocia, cuyo cometido consistía en la formulación de poesía épica, realizó una obra destinada a establecer la justicia como virtud elemental, dando inicio a la larga tradición que más tarde desarrollaría Platón, y después Aristóteles. Hesíodo recoge dos formulaciones, la primera proveniente de Homero, llamada Temis. Según éste, los dioses entregaban a los hombres el «cetro y la Temis», que significa «la Ley» en su sentido más amplio de comprensión. La otra formulación de Hesíodo incorpora la figura de la Diké, que sería más tarde acogida por Aristóteles en el famoso y máximo principio aristotélico: «Dar a cada uno lo suyo». Es decir, se entiende que puede darse una situación en la que algo no sea justo de acuerdo a la Temis pero sí a la Diké. Así como Temis se refiere a la autoridad del derecho, a su legalidad y validez, la Diké significa el cumplimiento de la justicia, traducida como dar a cada uno lo que es pertinente, y lo que cada uno puede exigir. Como podría deducirse, la preocupación de los antiguos frente a la exigencia de un derecho igual constituyó el fin más alto.[cita requerida]
El derecho surgió completamente ligado al ideal de formación del individuo mientras era parte de la polis, y donde el ethos cobró más importancia que el logos, es decir, resultó de mayor importancia la formación del individuo como tal, y de su orientación hacia el «buen camino», traducido en la Diké, es el derecho no un sistema puramente organizador, sino realizador del más alto ideal de hombre, la vida en sociedad, la areté.[cita requerida]
En la legislación de Licurgo se presenta, a modo de ejemplo, una fuente del idealismo griego en el derecho. La legislación de Licurgo es algo contraria de lo que los griegos entendían por legislación. No es una codificación habitual de derechos particulares y públicos, sino los nomoi, en el sentido de una tradición oral, dotada de validez, de la que solo unos cuantos derechos fundamentales y solemnes fueron fijados de forma escrita. Así Licurgo otorgó una mayor importancia a la fuerza de la educación y la formación de la conciencia ciudadana que en las prescripciones jurídicas, es decir, prefirió la tradición a la manía legisladora de la democracia del siglo IV. Otorgando un mayor énfasis en la formación de los hombres de acuerdo con las normas obligatorias de la comunidad, alejándolo del individualismo, la veracidad se comprueba en el siguiente pasaje: «La educación se extendía hasta los adultos. Ninguno era libre ni podía vivir como quería. En la ciudad, como en un campamento, cada uno tenía reglamentadas sus ocupaciones y su género de vida con relación a las necesidades del estado y todos eran conscientes de que no se pertenecían a ellos mismos, sino a la patria »

## Derecho procesal
En general, los historiadores consideran que el derecho ateniense era de procedimientos extensos, es decir, se ocupa de la administración de la justicia. Es decir, que trataba sobre los derechos, obligaciones y delitos. Las leyes atenienses se solían escribir con la forma «si alguien hace A, entonces B es el resultado», y estaban más preocupados por las acciones legales que deben llevarse a cabo por el fiscal, más que definir estrictamente qué actos son deben ser juzgados. A menudo, esto daba lugar a que el jurado tuviera que decidir si la ofensa que se había cometido era de hecho o la violación de una ley en cuestión.

## Desarrollo del derecho ateniense
Uno de los primeros eventos datables en la historia de Atenas es la codificación de sus leyes por Dracón, probablemente entre el 621 y el 620 a. C. Sabemos poco sobre su autor, Dracón de Tesalia y su código, con su ley de homicidios, que sobrevivió a las reformas de Solón. Parece que se distinguía entre el homicidio premeditado e involuntario, y proporcionaba la reconciliación del asesino con la familia del hombre muerto. La ley de homicidios de Dracón regía aún en el siglo IV a. C., aunque el resto del código de Dracón no sobrevivió, se cree por la tradición ateniense que fue de los más duros.
Los códigos de leyes atenienses establecidos por Dracón fueron reformados íntegramente por Solón, que fue el arconte epónimo del año 594-593 a. C. Estas reformas incluían la cancelación de las deudas y las reformas a la propiedad de la tierra, así como la abolición de la esclavitud para aquellos que habían nacido en Atenas. Sin embargo, la atribución de las innovaciones legales específicas y reformas a Solón y sus sucesores es muy difícil porque no había una tendencia en la antigua Atenas «a atribuir las leyes a Solón con independencia de la fecha de promulgación».

## Sistema judicial y tribunales

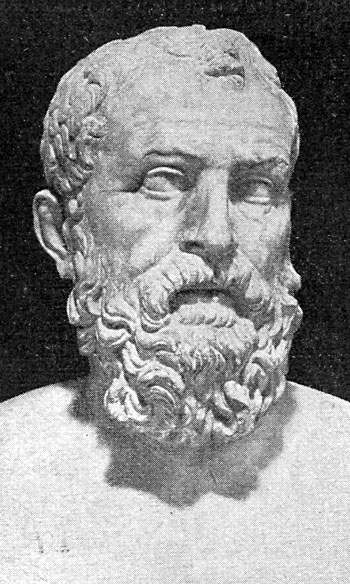
Solón fue el precursor de las bases de la justicia ateniense.

Los antiguos tribunales griegos eran baratos y estaban dirigido por legos en derecho. Los funcionarios de los tribunales cobraban poco o nada, y la mayoría de los procesos se realizaban en el mismo día; los casos particulares se resolvían incluso más rápido. No habían funcionarios «profesionales» de la justicia, no había abogados, o jueces y no eran magistrados. Un caso normal consistía en dos litigantes, uno argumentando que un acto ilegal se había cometido, y el otro argumentando que no había sido ilegal, o que no había sucedido nada. El jurado era quien decidía si el acusado era culpable, y, en caso de que lo fuera, cuál debería ser el castigo. En los tribunales de Atenas, el jurado tendía a estar formado por la masa de la gente común, mientras que los litigantes provenían principalmente de las élites de la sociedad.
En el sistema legal ateniense, los tribunales se han visto como un sistema de resolución de conflictos mediante argumentos, en lugar de hacer cumplir «un sistema coherente de normas, derechos y obligaciones». Un tribunal, el Pritaneo, era el responsable de encausar a personas desconocidas, animales y objetos inanimados por homicidio, probablemente con el fin de garantizar que Atenas estuviese libre de culpa por delitos de sangre.
El sistema judicial ateniense estaba dominado por los hombres. El jurado se constituí solo de hombres, y, como Simon Goldhill argumentó, «El tribunal ateniense parece haber sido muy poco dispuesto a permitir cualquier presencia femenina en el espacio cívico del propio tribunal de justicia».
Junto con la aplicación oficial de la ley en los tribunales, en la antigua Atenas, y de otras ciudades griegas antiguas, la justicia y la cohesión social fueron forzadas colectivamente por la sociedad en general. La justicia colectiva informal a menudo se dirigía a los infractores de élite.
Los jurados se componían de hombres seleccionados anualmente de un grupo de 6.000 voluntarios, y se requería que fueran ciudadanos de pleno derecho, mayores de 30 años. Los jurados se pagaban con una pequeña cuota en la época de Pericles, lo que pudo haber dado lugar a un número desproporcionado de ciudadanos pobres y ancianos que trabajaran como jurado.

## Oratoria

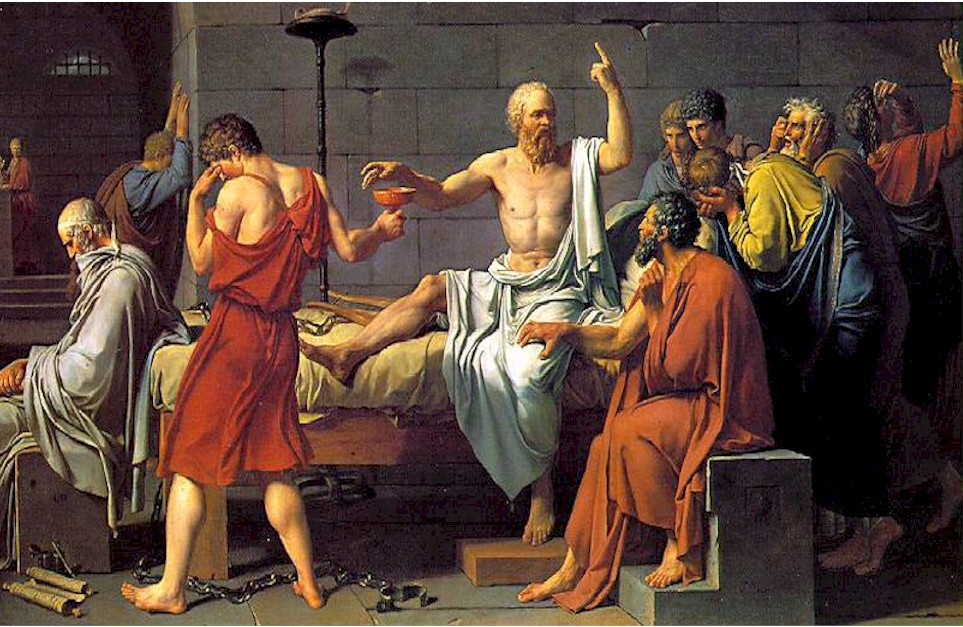
Dinámica de la oratoria característica de Grecia, pintura de Jacques-Louis David

Michael Gagarin ha argumentado que las «características retóricas y perfectivas», evidentes en sobrevivir a discursos judiciales de la ley en los atenienses clásicos, son la evidencia de que los procesos judiciales de los atenienses eran «esencialmente, luchas retóricas» que eran «en general indiferentes a la estricta aplicación de la ley». De acuerdo con Gagarin, los oradores que escribieron discursos jurídicos, tuvieron un papel mucho más importante en los juicios que los atenienses de la época actual, debido a la falta de las técnicas modernas forenses y de investigación que podrían haber proporcionado otras fuentes de evidencia al tribunal ateniense.
En el sistema legal ateniense, no hubo abogados profesionales, aunque los discursos conocidos como los de Demóstenes, se trata de discursos que fueron entregados, como en el caso de Contra Leptines, en nombre de otros. Estos discursos se han descrito como «tan cercanos a la función de un abogado moderno como el sistema legal ateniense permitiría».